# Tommerup
Tommerup är en tätort i Assens kommun i Region Syddanmark i Danmark. Tätorten har 1 596 invånare (2024). Den ligger på Fyn, cirka 20 kilometer nordost om Assens. Tommerup var centralort i Tommerups kommun fram till kommunreformen 2007.